# Roesch – Schlage, Hamburg 1910
Die Schachpartie Roesch – Schlage, Hamburg 1910 wurde 1910 im Hauptturnier B (Gruppe 3) des DSB-Kongresses in Hamburg gespielt.
Der heute vergessene Spieler Roesch (das Turnierbuch verwendet die Schreibweise Rösch und gibt als Herkunft München an) führte die weißen Steine. Mit Schwarz gewann der deutsche Schachmeister und -trainer Willi Schlage (1888–1940).
Die Partie ging in die Filmgeschichte ein als die Partie Dr. Frank Poole – HAL 9000 in Stanley Kubricks Film 2001: Odyssee im Weltraum (1968).